# Colles骨折
Colles骨折，又称科利斯骨折，是伸展型的桡骨远端骨折。由爱尔兰外科医生亚伯拉罕·柯雷斯（Abraham Colles）于1814年首次系统描述。典型表现可能包括疼痛、肿胀、畸形及瘀伤，常伴发尺骨茎突骨折，可能损伤正中神经。
该骨折最常见的病因是病人跌倒时以手掌撑地（腕关节处于背伸位、手掌着地、前臂旋前）——若跌倒时腕关节屈曲则可能导致Smith骨折。Colles骨折最初被报告多见于老年女性及绝经后女性，通常发生在桡腕关节近端约3-5厘米处，远端骨折块向背侧和外侧移位，形成特征性的"餐叉样"或"刺刀样"畸形。骨质疏松是该病主要风险因素。在骨质疏松患者中，Colles骨折是仅次于椎体骨折的常见骨折类型。Colles骨折也是前臂远端最常见的损伤。
流行病学数据显示，约15%的个体在一生中会经历Colles骨折。相较于儿童及中年人群，青壮年及老年人群更易罹患此类骨折，且女性发病率显著高于男性。
Colles骨折的治疗方案包括石膏固定或手术治疗。在大多数情况下，50岁以上的人可以进行手术复位和固定。完全愈合可能需要1-2年时间。

## 诊断
诊断可通过解读手前后位和侧位X光片确定。
典型的Colles骨折具有以下特征：
- 桡骨横形骨折

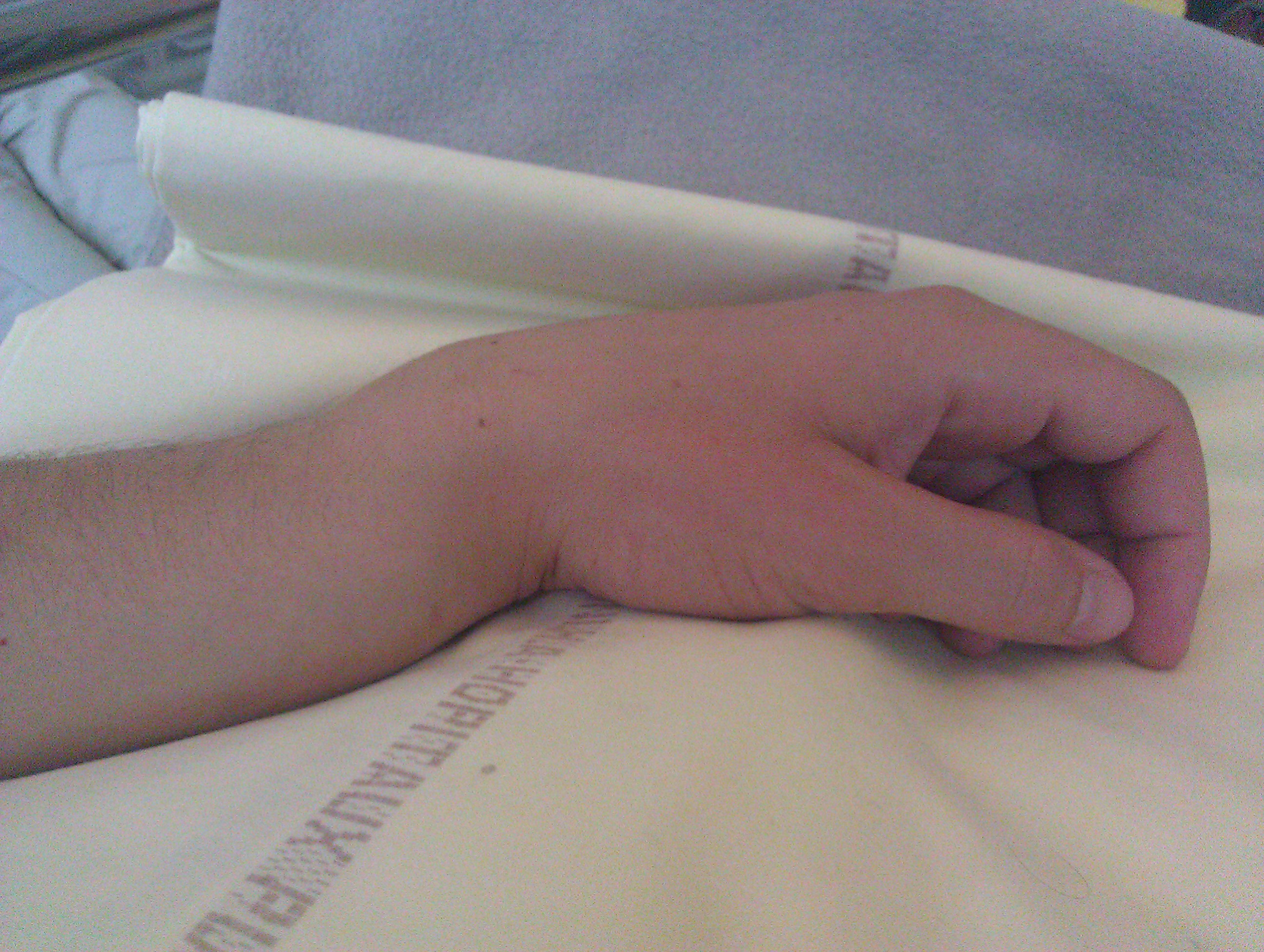
左手的Colles骨折，可见向后方移位

- 发生部位在桡腕关节近端2.5厘米（0.98英寸）处
- 伴有背侧移位和背侧成角，以及桡侧倾斜[13]

其他特征包括：
- 桡骨短缩尺偏角减小
- 腕关节桡侧成角
- 骨折部位粉碎性改变
- 超过60%的病例合并尺骨茎突骨折

### 分类
Colles骨折这一术语传统上用于描述桡骨远端骨皮质与松质骨交界处的骨折。然当今学界对其定义渐趋宽泛，凡涉及桡骨远端（无论是否累及尺骨）且伴有骨折断端向背侧移位的损伤，皆可以此术语描述。Colles本人在原始文献中将其描述为“发生于桡骨腕端约一寸半（38毫米）处”的骨折，且“腕骨与掌骨基底似向后移位”。因损伤后前臂呈现的特殊形态，该骨折所致畸形常被喻为“餐叉样”或“刺刀样”畸形。

## 治疗
Colles骨折的治疗需根据骨折类型、患者年龄、骨质条件等因素综合选择制定非手术或手术的治疗方案。非手术治疗适用于关节外骨折短缩<5 mm、背侧成角可控者，通过闭合复位联合石膏固定实现。手术治疗则针对不稳定骨折或复位失败的病例，灵活运用闭合穿针、开放复位内固定外固定支架等技术实现治疗。大于65岁的老年患者手术与非手术的功能预后相似。康复阶段家庭自主锻炼与专业理疗效果相当，术后需影像学确认内固定位置。

## 预后
康复周期受骨块位移程度、骨折碎片数量、是否累及腕关节、以及病人的年龄性别与基础疾病等因素影响，完全康复需2个月至1年或更久。

## 历史
Colles骨折是以爱尔兰基尔肯尼的外科医生亚伯拉罕·柯雷斯的名字命名的。他在1814年首次描述了这种骨折，当时X光尚未发明，他仅通过观察典型的畸形就做出了判断。欧内斯特·阿莫里·科德曼（Ernest Amory Codman）是最早使用X光研究这种骨折的人。他在《波士顿医学与外科杂志》（现称为《新英格兰医学杂志》）上发表的文章不仅研究了这种骨折，还建立了分类系统。
有說法指克劳德·普托（Claude Pouteau）是最早描述Colles骨折的人（这种骨折有时被称为Pouteau-Colles骨折），但菲利佩·利弗诺（Philippe Liverneaux）認為事实并非如此。